# Carpazás
Carpazás (llamada oficialmente San Pedro de Carpazás) es una parroquia y un lugar español del municipio de Bande, en la provincia de Orense, Galicia.

## Organización territorial
La parroquia está formada por dos entidades de población:
- Carpazás
- Trarigo

## Demografía

### Parroquia
| Gráfica de evolución demográfica de Carpazás (parroquia) entre 2000 y 2021 |
|                                                                            |
| Datos según el nomenclátor publicado por el INE.                           |

### Lugar
| Gráfica de evolución demográfica de Carpazás (lugar) entre 2000 y 2021 |
|                                                                        |
| Datos según el nomenclátor publicado por el INE.                       |